# Пливье, Теодор
Теодор Отто Рихард Пливье́ (нем. Theodor Otto Richard Plievier, до 1933 Plivier; 12 февраля 1892, Берлин — 12 марта 1955, Авеньо, Тичино, Швейцария) — немецкий писатель, автор трилогии о Второй мировой войне, включающей романы «Сталинград», «Москва» и «Берлин».

## Биография
Теодор Пливье был тринадцатым ребёнком в семье Теодора Р. Пливье и Альбертины Л. Тинг. Отец будущего писателя занимался ремеслом: изготавливал и ремонтировал напильники. Уже в двенадцать лет юный Теодор начал работать на рынке в Веддинге, а после окончания средней школы стал учиться на каменщика.
В шестнадцать лет из-за ссоры с родителями Пливье покинул родной дом в Гезундбруннене и начал странствовать по Европе. Через Лейпциг и Мюнхен Теодор попал сначала в Вену, а оттуда в Будапешт, где после ареста подвергся высылке на венгерскую границу, некоторое время скитался по Богемии и Пфальцу, а затем по Рейну добрался до Роттердама. После неудачной попытки попасть в Великобританию, спрятавшись в трюме английского парохода, Пливье устроился матросом в торговый флот. С 1910 по 1913 год жил в Южной Америке в Чили, где работал рыбаком, скотопогонщиком, рудокопом и переводчиком.
По возвращении в 1914 году в Германию Пливье был призван на службу в Императорский военно-морской флот и в течение Первой мировой войны служил на вспомогательном крейсере «Вольф», приняв участие в 15-месячном походе рейдера. В ноябре 1918 года Теодор принял активное участие в матросском восстании в Киле.
После войны Пливье уволился из флота и вплотную занялся развитием анархистского движения в стране. В 1920 году женился на актрисе Марии Штоц. В 1922 году организовал сбор средств для голодающих России. Некоторое время работал журналистом и переводчиком, а затем снова устроился матросом и уехал в Чили, где служил секретарем немецкого вице-консула.
После возвращения Пливье в Германию в 1929 году был опубликован его первый роман «Кули Кайзера» (нем. Des Kaisers Kulis), на основе которого в 1930 году режиссёром Эрвином Пискатором была создана театральная постановка. В том числе из-за критики военной системы Германии на страницах данной книги после прихода к власти национал-социалистов Пливье попал в черный список авторов.
В 1931 году после развода с Марией Штоц писатель женится на актрисе Хильдегард Пискатор, бывшей супруге Эрвина Пискатора.
В 1933 году Пливье эмигрировал в СССР в Ленинград. Затем поселился в поселке Паульское (современная Павловка в Самарской области), в конце 30-х годов переехал в Москву. В 1941 году отправился в эвакуацию сначала в Ташкент, а позже в Уфу. В 1943 году вступил в Национальный комитет «Свободная Германия». Во время пребывания в Паульском писатель работал над созданием романа о немцах Поволжья, однако был вынужден сжечь рукописи.
В 1945 году в двух издательствах «Aufbau Verlag» (Берлин) и «El libro libre» (Мехико) почти одновременно вышел роман «Сталинград», который впоследствии был переведен на 26 языков и стал самым популярным произведением Пливье. Во время работы над книгой писатель получил разрешение на доступ к документам по Сталинградской битве и письмам немецких солдат.
В этом же году Теодор Пливье вернулся в Германию, в Советскую зону оккупации, два года работал депутатом тюрингенского ландтага, участвовал в деятельности Культурного союза и местных издательств.
В 1948 году писатель переехал в Западную Германию, сначала в Гамбург, а затем в Констанц, объясняя данный поступок разочарованием в политике советского коммунизма. В 1950 году женится на Маргарите Гроте. А в 1953 году поселился в районе Авеньо швейцарского кантона Тичино.

## Произведения
- 1923 — «Aufbruch»
- 1923 — «Weltwende»
- 1930 — «Кули Кайзера. Роман из жизни германского военного флота» (нем. Des Kaisers Kulis. Roman der deutschen Kriegsflotte, роман)
- 1930 — «Zwölf Mann und ein Kapitän» (сборник новелл)
- 1932 — «Über seine Arbeit»
- 1932 — «Кайзер ушел, генералы остались» (нем. Der Kaiser ging, die Generäle blieben, роман)
- 1935 — «Десятое ноября 1918 г.: Глава из одноименного романа» (нем. Der 10. November 1918. Ein Kapitel aus dem gleichnamigen Roman)
- 1939 — «В Компьенском лесу» (нем. Im Wald von Compiegne)
- 1940 — «Das Tor der Welt. Tudapa»
- 1941 — «Im letzten Winkel der Erde»
- 1942 — «Ёж» (нем. Der Igel, сборник рассказов)
- 1945 — «Сталинград» (нем. Stalingrad, роман)
- 1946 — «Акулы. Комедия из матросского быта» (нем. Haifische, роман)
- 1949 — «Eine deutsche Novelle»
- 1952 — «Moskau» (роман)
- 1954 — «Berlin» (роман)